# Заиченко
Заиченко (укр. Заїченко) — село, входит в состав Коминтерновского сельского совета Волновахского района Донецкой области. Находится под контролем самопровозглашённой Донецкой Народной Республики.

## География
К западу от населённого пункта проходит линия разграничения сил в Донбассе (см. Второе минское соглашение).

### Соседние населённые пункты по странам света

#### Под контролем ВСУ
ЮЗ: Водяное (в «буферной зоне»)
СЗ: Гнутово

#### Под контролем ДНР
З: Коминтерново (в «буферной зоне»)
С: Октябрь, Куликово
СВ: Красноармейское, Веденское
В: Весёлое, Митьково-Качкари
Ю: Дзержинское, Ленинское, Саханка

## Население
Население по переписи 2001 года составляло 311 человек.

## Общие сведения
Код КОАТУУ — 1423683004. Почтовый индекс — 87611. Телефонный код — 6296.

## История
До 11 декабря 2014 года входило в Новоазовский район. В 2014 году село переподчинено Волновахскому району (по версии правительства Украины). По состоянию на 2015 год контролируется ДНР и согласно административно-территориальному устройству входит в Новоазовский район.

## Местный совет
87611, Донецкая область, Волновахский район, с. Коминтерново, ул. Ахматовой, 27/2.